# Bing (empresa)

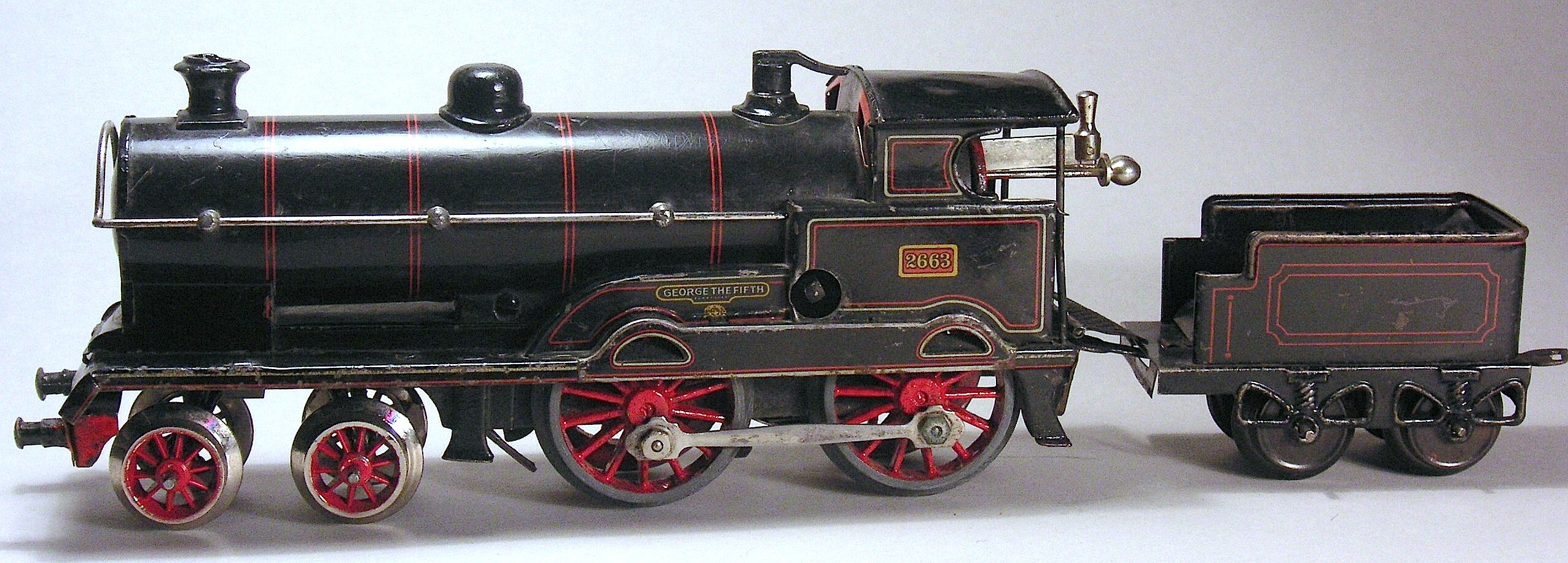
La locomotora mecánica George the Fifth, cerca de 1922.

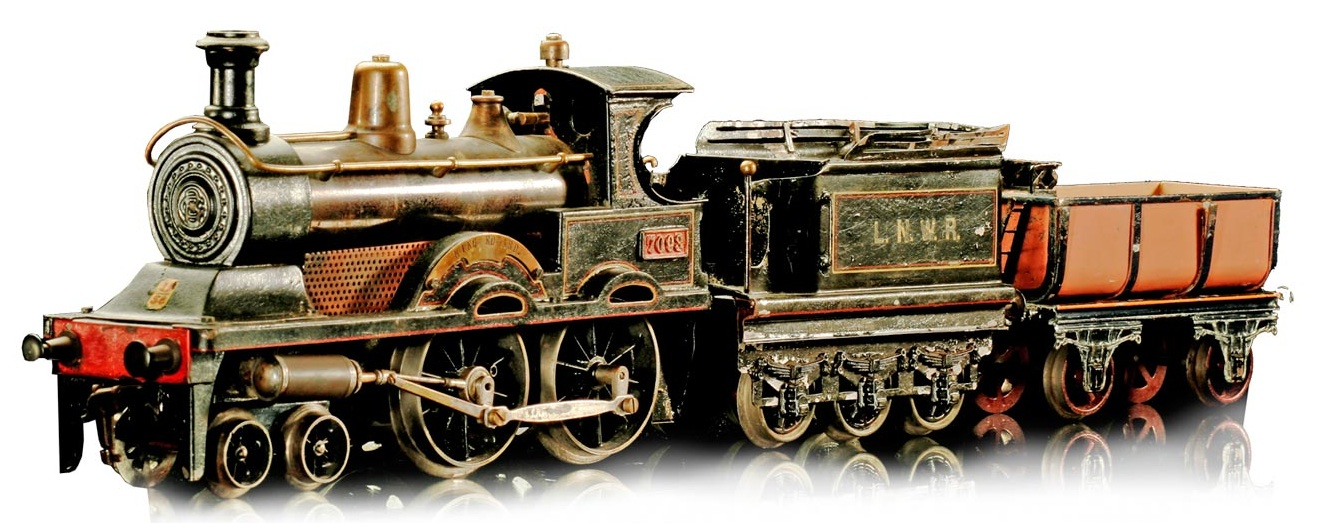
King Edward locomotora de vapor en vivo

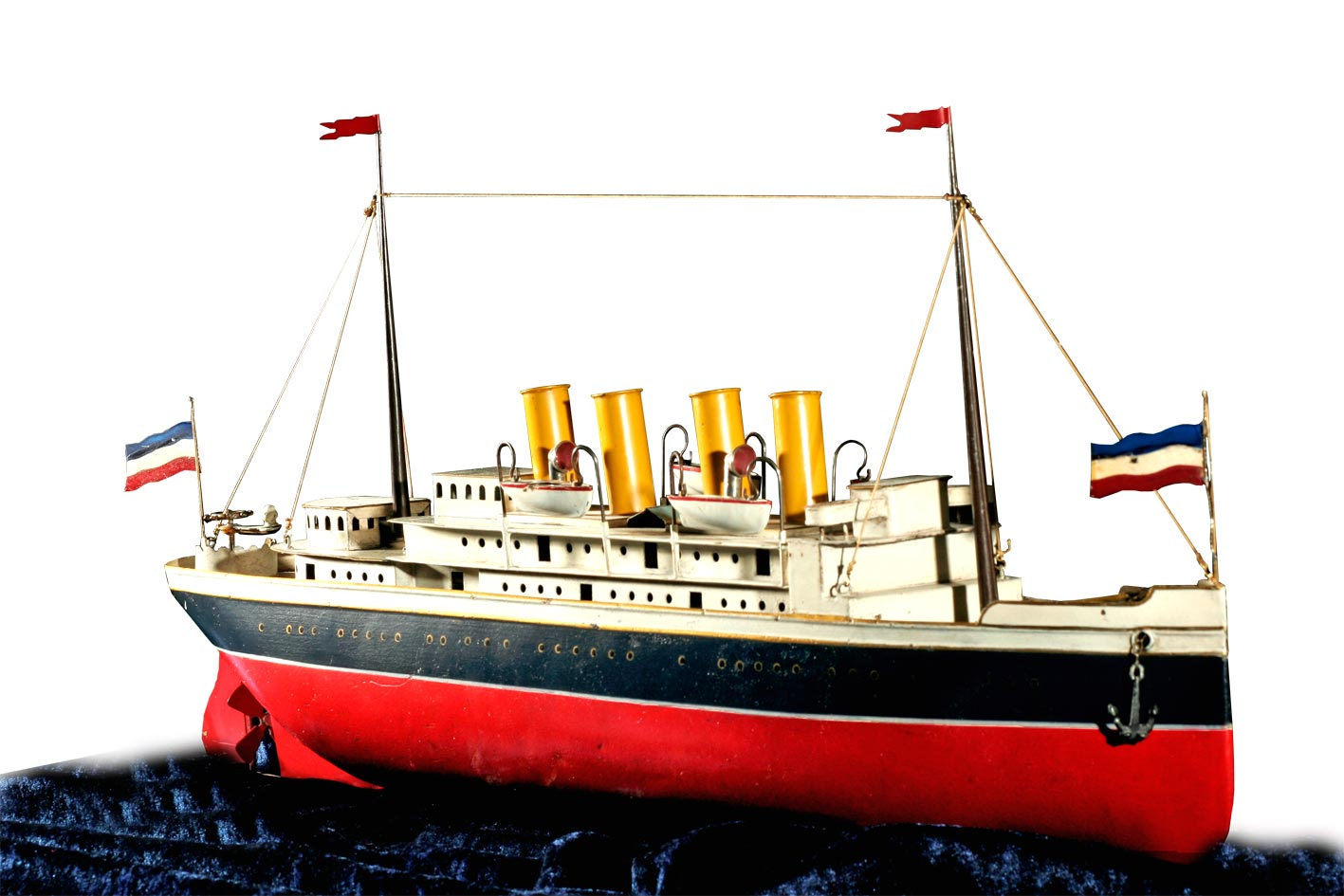
Transatlántico

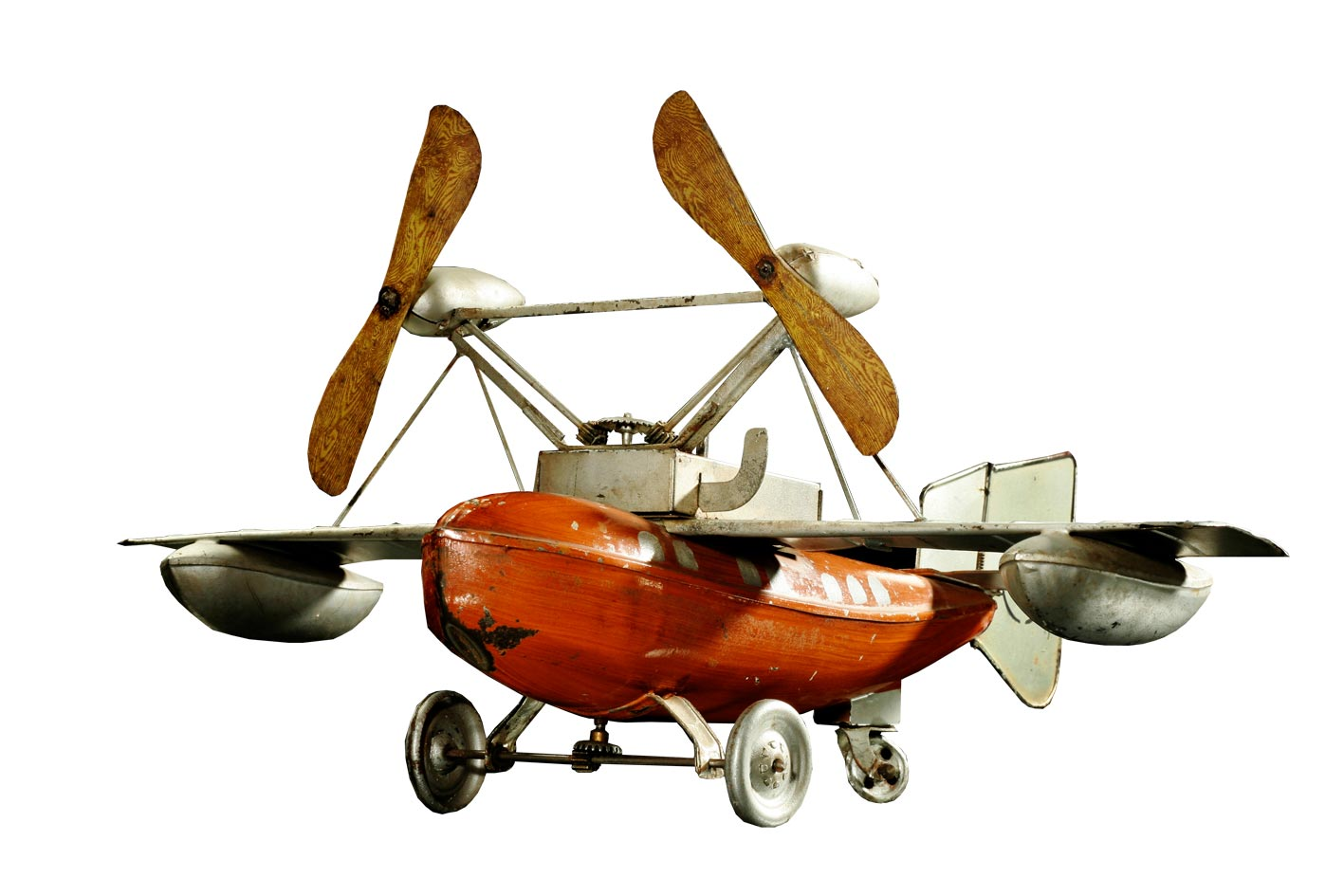
Hidrocanoa

Bing o Gebrüder Bing ("Bing brothers") fue una empresa de juguetes alemana fundada en 1863 en Núremberg, Alemania por dos hermanos, Ignaz Bing y Adolf Bing, que originalmente producían utensilios de cocina de metal, pero mejor recordados por sus extensas líneas de trenes modelo y en vivo. máquinas de vapor. Ignaz también es conocido por su descubrimiento y desarrollo de la Bing Cave, una cueva turística en Alemania.
La compañía produjo vajilla fina de peltre y cobre antes de embarcarse en la producción de juguetes en 1880, sus primeros ositos de peluche fueron lanzados en 1907.

## Galería

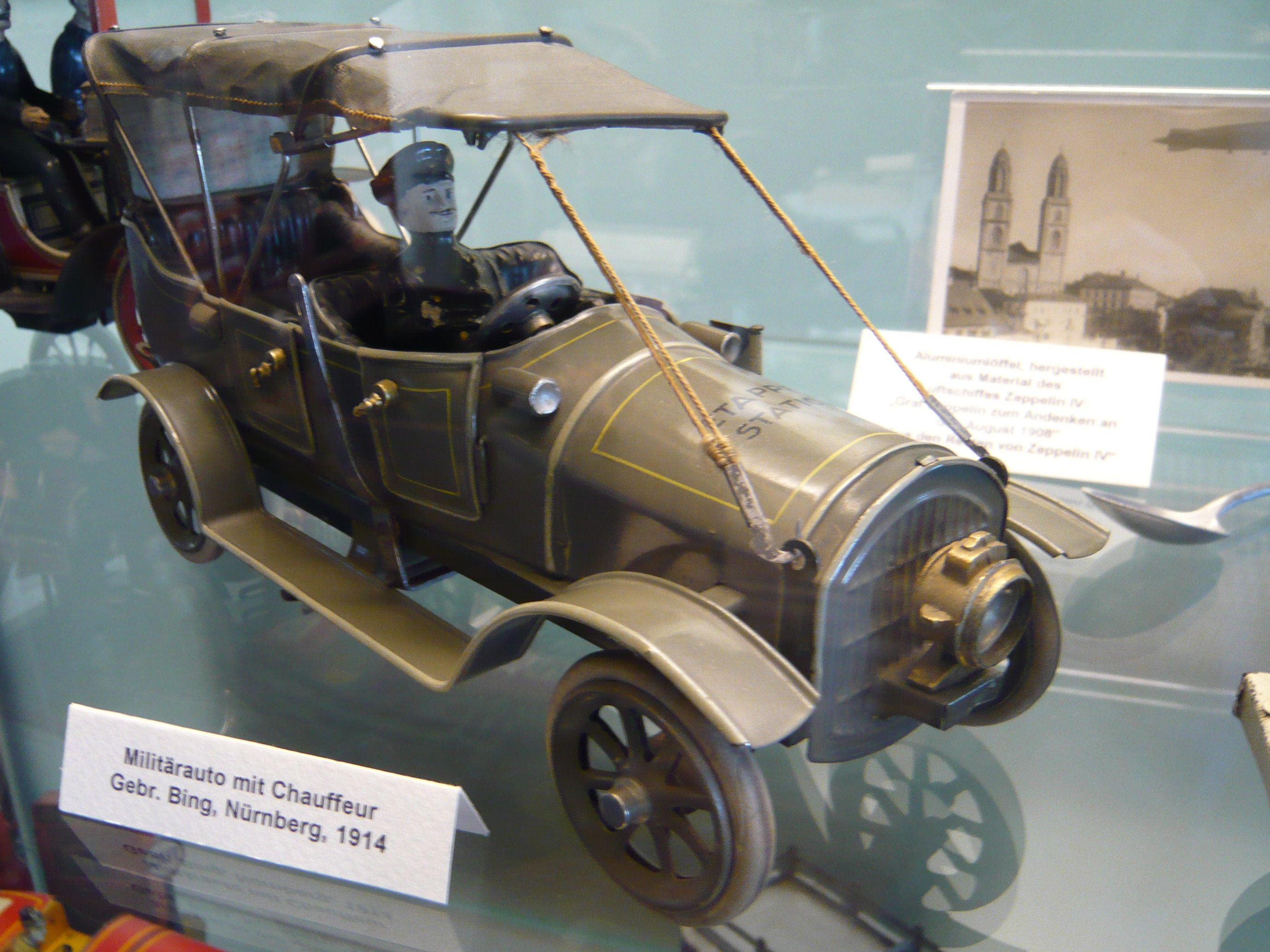
Coche militar, 1914
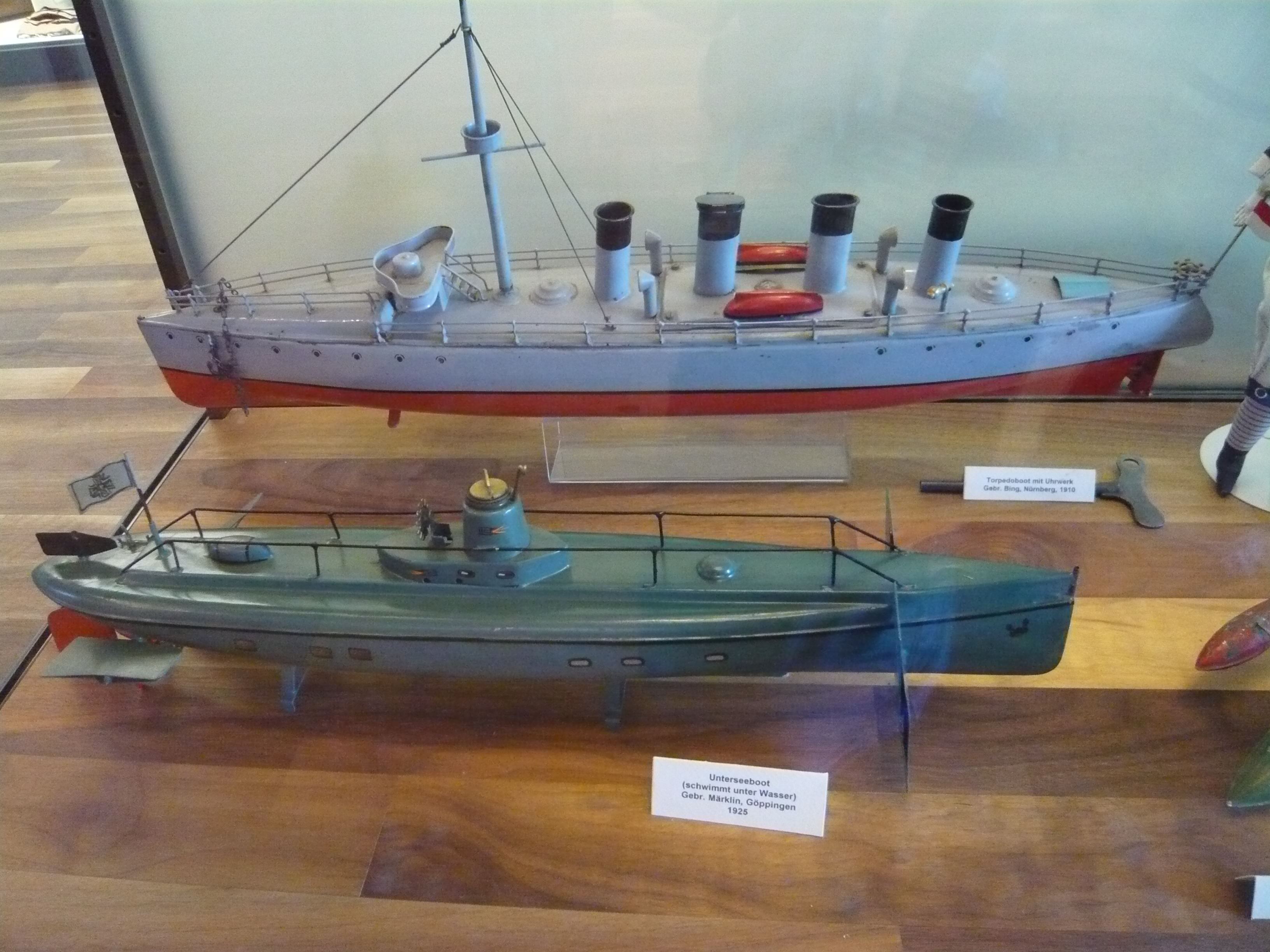
Buque torpedero con mecanismo de relojería (arriba), 1910
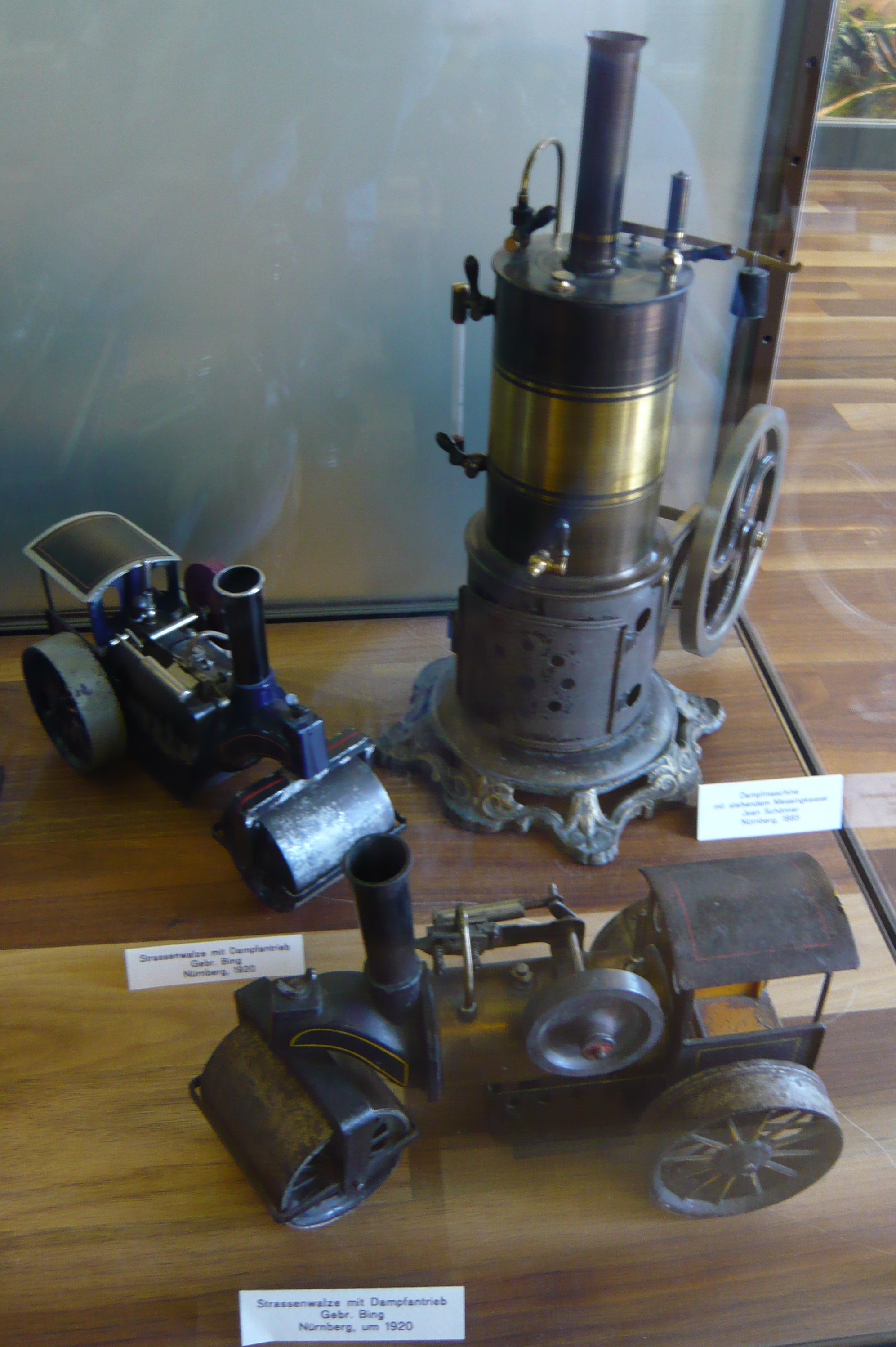
Dos apisonadoras Bing de 1920 y una máquina de vapor modelo vertical Schönner de 1885
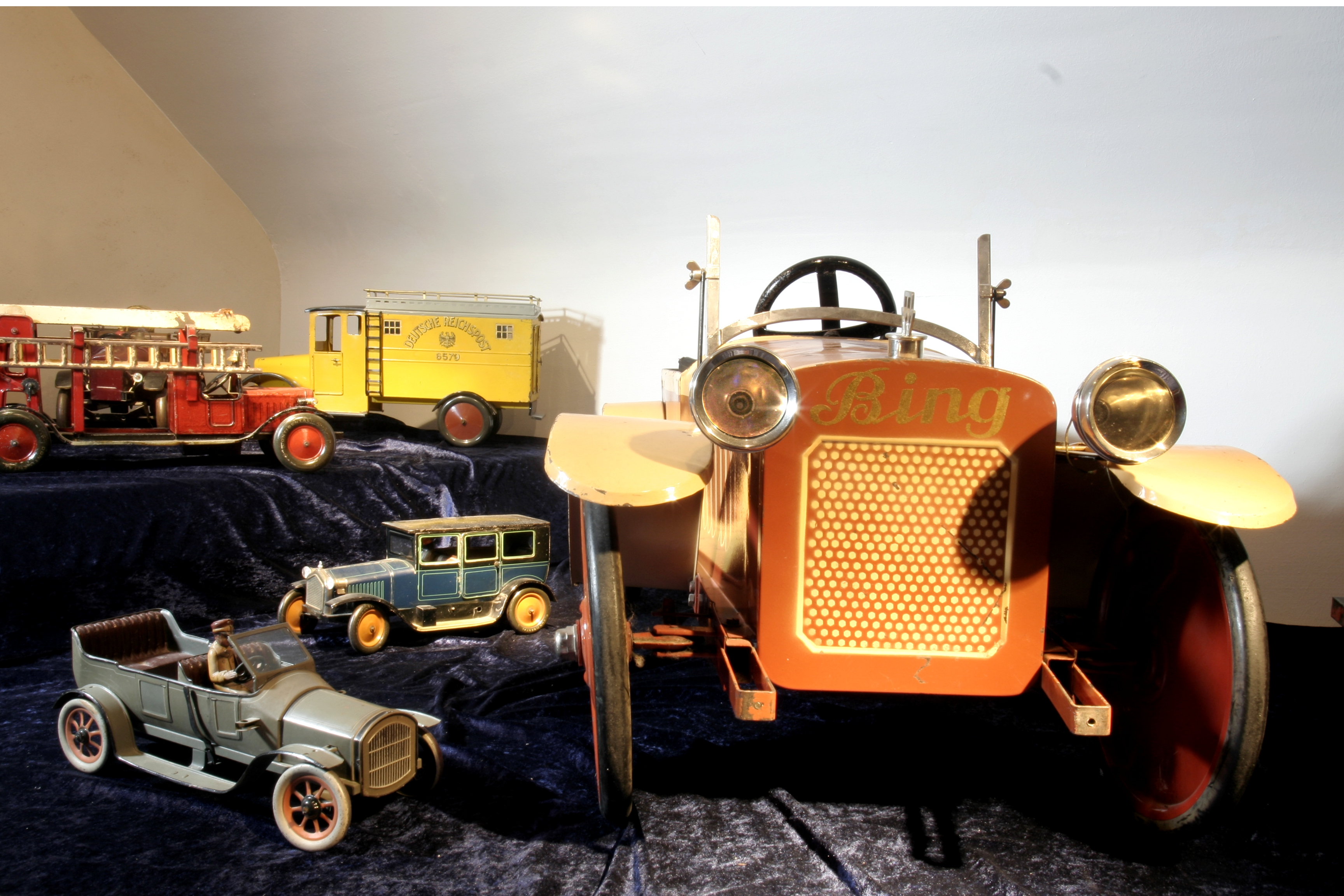
Coche de juguete y pedales
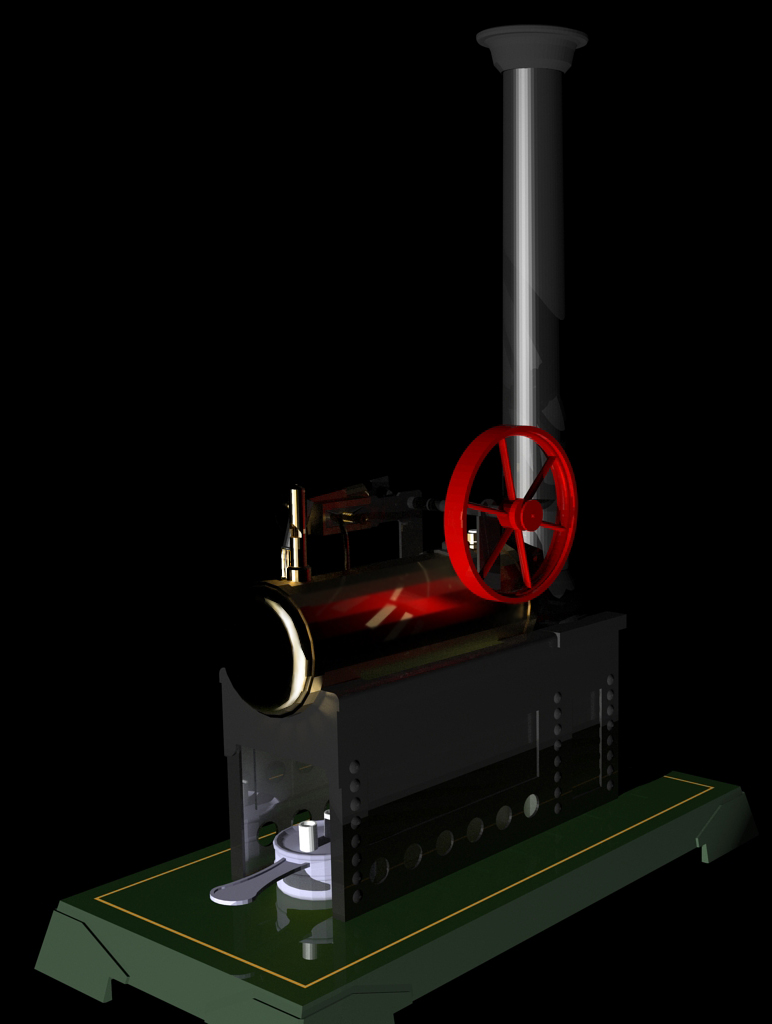
Motor de vapor por Bing, cerca de 1925